# Juan Francisco Cruella
Juan Francisco Cruella (Morella-1804 †-1886).
Pintor neoclásico nacido en esta ciudad castellonense. Muralista dedicado casi exclusivamente a la temática religiosa. Utiliza en su mayoría la técnica al temple.
Colaboró con Joaquín Oliet en la ornamentación de numerosas iglesias en la provincia de Castellón. Destacan la capilla de la Comunión de Morella y las pinturas que hizo para la capilla de la Victoria en Vinaroz, así como las pinturas murales al temple que en el año 1836 llevó a cabo en el santuario de la Virgen del Sargar en la localidad de Herbés. Otras obras murales realizadas por el autor se encuentran en la Ermita de Santa Elena en Ares del Maestre y en la cruz cubierta situada a la entrada del Santuario de la Virgen de la Balma.
Entre sus lienzos cabe señalar el dedicado a la Sagrada Familia que se conserva en el Museo de Bellas Artes de Valencia.
También realizó algunos dibujos, grabados y óleos sobre diversas acciones de las tropas liberales durante las guerras carlistas en el Maestrazgo.